# Solparken, Västerås

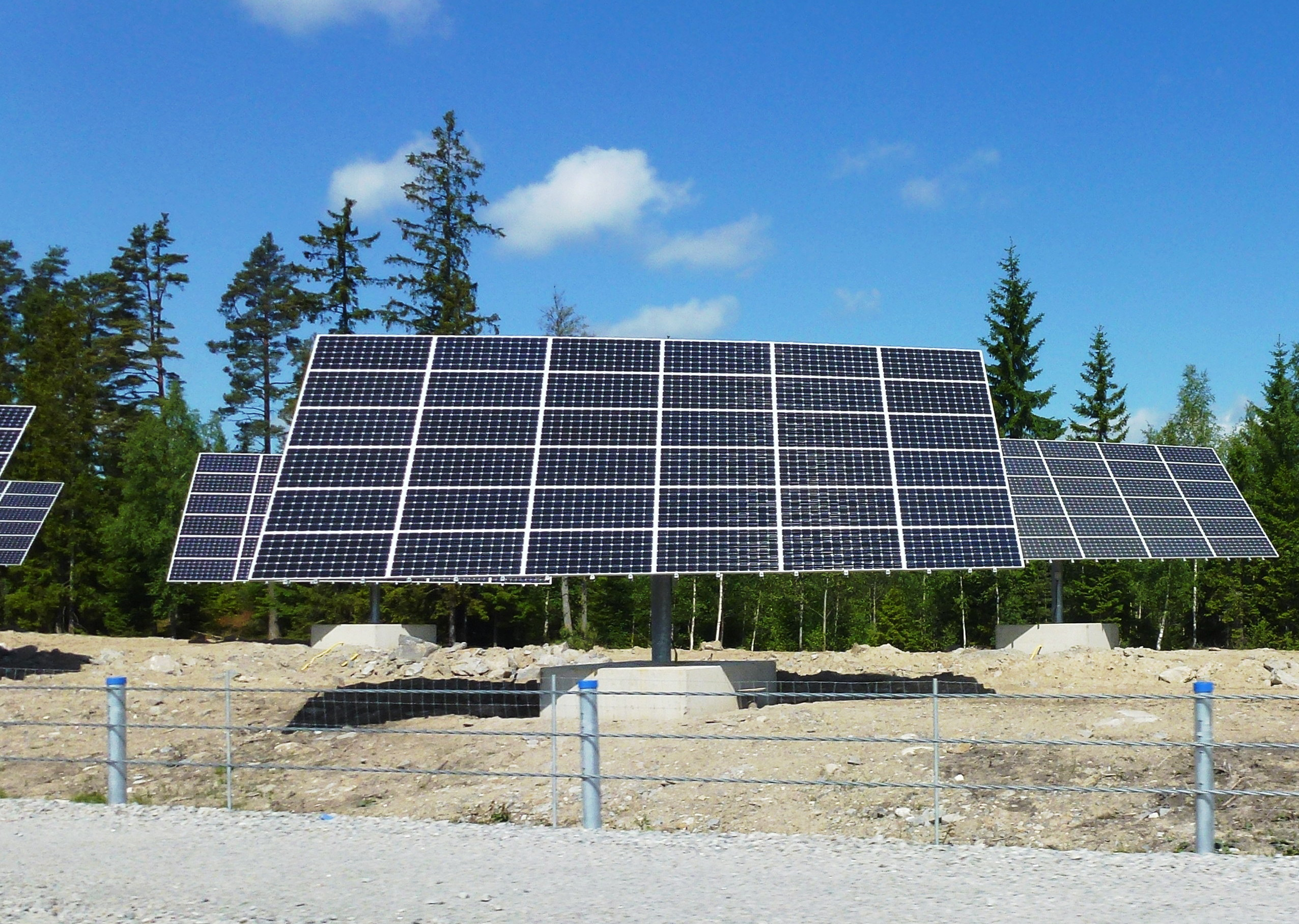
Solparken i maj 2014.

Solparken är ett solkraftverk med solpaneler (fotovoltaik) som ligger vid Onsmyran vid E18 mellan Västerås och Enköping cirka 8 kilometer öster om Västerås. Anläggningen invigdes i februari 2014 och var då Nordens största i sitt slag. Företaget Kraftpojkarna AB byggde och äger parken medan Mälarenergi köper och säljer all elenergi  som produceras där.

## Anläggningsbeskrivning
Anläggningen uppfördes under hösten och vintern 2013 och invigdes den 5 februari 2014 av energiminister Anna-Karin Hatt.
Solparken består av 91 så kallade solföljare som är vardera 72 m² stora och innehåller 36 solcellspaneler, vilket ger en total panelyta i parken på 6550 m². Hela anläggningen upptar ett markområde på 40 000 m2 (4 hektar eller cirka 7 fotbollsplaner). Solföljarna är 2-axliga och riktas automatiskt mot solen både i höjdled och sidled. På så sätt utnyttjas instrålningen maximalt, och teoretiskt får man ut drygt 40 procent mer energi jämfört med fast monterade paneler. En hel solföljare producerar cirka 13 500 kWh/år och hela anläggningen producerar ungefär 1,2 miljoner kilowattimmar (kWh) per år. Produktionen motsvarar elförbrukningen i 400 lägenheter (3 000 kWh/år). Toppeffekten för hela parken är cirka 1 MW, och med årsproduktionen 1,2 GWh/år motsvarar detta en kapacitetsfaktor på cirka 14 procent, eller en medeleffekt på 137 kW.
Kostnaden för parken anges till 20 miljoner kronor. Med antagande om 30 års livslängd blir investeringskostnaden cirka 56 öre/kWh. Till detta tillkommer kostnader för drift, underhåll och ränta.
I parken finns ytterligare några installationer som bland annat möjliggör jämförelser mellan solpaneler med och utan följar-utrustning. Ett forskningsprojekt bedrevs fram till 2016 i samverkan mellan Mälarenergi, Kraftpojkarna, Mälardalens högskola och ABB, och finns avrapporterat på projektets hemsida. Några av slutsatserna var att nyttan av solföljare uppmättes till 31-40 procent istället för förväntade 42 procent, samt att följar-tekniken kräver större markareal per panel jämfört med fasta paneler för att undvika skuggning.